# Neuvième district congressionnel du Massachusetts
Le 9e district congressionnel du Massachusetts est situé dans l'est du Massachusetts. Il est représenté par le Démocrate William R. Keating. Le 9e district est le district le moins démocrate du Massachusetts, selon le CPVI.
Le redécoupage après le recensement de 2010 a éliminé le 10e district congressionnel du Massachusetts ; le 9e couvre une grande partie de la partie est de l'ancien 10e. Le district a également ajouté certaines communautés du Comté de Plymouth de l'ancien 4e district et certaines communautés du Comté de Bristol des anciens 3e et 4e districts. Il a éliminé quelques communautés les plus à l'est du Comté de Norfolk et les communautés les plus au nord du Comté de Plymouth.
De 1963 à 2013, le 9e couvrait la majeure partie du sud de Boston et, dans ses dernières années, il comprenait de nombreuses banlieues sud de Boston. La majeure partie de ce territoire est maintenant le 8e district.

## Géographie

### Comté de Barnstable(15)
La totalité des 15 municipalités
Comté de Bristol (6)
Acushnet (y compris Acushnet Center), Dartmouth (y compris Bliss Corner et Smith Mills), Fairhaven, New Bedford, Raynham (y compris Raynham Center; partie, également dans le 4e) Westport (y compris North Westport)
Comté de Dukes (7)
Les 7 municipalités
Comté de Nantucket (1)
Nantucket
Comté de Norfolk (1)
Cohasset
Comté de Plymouth (19)
Bridgewater, Carver, Duxbury (y compris Duxbury CDP, South Duxbury, et une partie de Green Harbor), Halifax, Hanover, Hanson (y compris Hanson CDP), Kingston (y compris Kingston CDP), Marion (y compris Marion Center), Marshfield (y compris Cedar Crest, Marshfield CDP, Marshfield Hills, Ocean Bluff-Brant Rock, et une partie de Green Harbor), Mattapoisett (y compris Mattapoisett Center), Middleborough (y compris Middleborough Center), Norwell, Pembroke (y compris North Pembroke), Plymouth (y compris North Plymouth, The Pinehills, et Plymouth CDP), Plympton, Rochester, Rockland, Scituate (y compris North Scituate et Scituate CDP), Wareham (y compris Onset, Wareham Center, West Wareham, Weweantic, et White Island Shores)

## Historique de vote
| Année | Poste     | Résultats               |
| ----- | --------- | ----------------------- |
| 2000  | Président | Gore 62,0 % – 31,0 %    |
| 2004  | Président | Kerry 63,0 % – 36,0 %   |
| 2008  | Président | Obama 58,0 % – 41,0 %   |
| 2012  | Président | Obama 56,0 % – 43,0 %   |
| 2016  | Président | Clinton 53,0 % – 42,0 % |
| 2020  | Président | Biden 58,0 % – 40,0 %   |

## Villes et villages dans le district avant 2013

### Années 1840
1849 : Les villes du Comté de Plymouth, à l'exception d'Abington, Hingham, Hull, North Bridgewater, Rochester et Wareham ; et toutes les villes du Comté de Bristol, à l'exception de Dartmouth, Fairhaven et New Bedford.

### Années 1860
1862 : Les villes d'Ashburnham, Auburn, Barre, Boylston, Brookfield, Charlton, Clinton, Douglas, Dudley, Fitchburg, Gardner, Grafton, Holden, Hubbardston, Lancaster, Leicester, Leominster, Millbury, New Braintree, North Brookfield, Oakham, Oxford, Paxton, Princeton, Rutland, Shrewsbury, Southbridge, Spencer, Sterling, Sturbridge, Sutton, Templeton, Webster, West Boylston, Westminster et Winchendon, et la ville de Worcester, dans le Comté de Worcester.

### Années 1890
1893 : Boston, Quartiers 1, 2, 3, 6, 7, 8, 12, 16, 17, 18, 19 (Quartiers 2, 3, 4, 6) ; Winthrop.

### Années 1910
1916 : Dans le Comté de Middlesex : Everett, Malden, Somerville. Dans le Comté de Suffolk : Chelsea, Revere, Winthrop.

### Années 1950
1953 : Comtés : Barnstable, Dukes et Nantucket. Comté de Bristol : ville de Fall River, Quartier 6 et ville de New Bedford ; villes d'Acushnet, Dartmouth, Fairhaven et Westport. Comté de Norfolk : ville de Cohasset. Comté de Plymouth : Villes d'Abington, Bridgewater, Carver, Duxbury, East Bridgewater, Halifax, Hanover, Hanson, Hingham, Hull, Kingston, Lakeville, Marion, Marshfield, Mattapoisett, Middleborough, Norwell, Pembroke, Plymouth, Plympton, Rochester, Rockland, Scituate, Wareham, West Bridgewater et Whitman.

### Années 1960
1963 : Boston (Quartiers 4 à 17, 19, 20).

### Années 1970
1977: Comté de Norfolk: villes de Canton, Dedham, Douvres, Needham, Norwood, Walpole et Westwood. Comté de Suffolk: ville de Boston: Quartiers 3, 4, 6 à 14, 19 et 20.

### Années 1980
1985 : Comté de Bristol : Ville de Taunton. Villes de Dighton, Easton et Raynham. Comté de Norfolk : Villes de Canton, Dedham, Needham, Norwood, Stoughton et Westwood. Comté de Plymouth : Villes de Bridgewater, Halifax, Lakeville et Middleborough. Comté de Suffolk : ville de Boston : Quartiers 3, 6 à 14, 19 et 20.

### 2003 - 2013
Dans le Comté de Bristol :
- Easton.

Dans le Comté de Norfolk :
- Avon, Braintree, Canton, Dedham, Holbrook, Medfield, Milton, Needham, Norwood, Randolph, Stoughton, Walpole, Westwood.

Dans le Comté de Plymouth :
- Bridgewater, Brockton, East Bridgewater, Hanson, districts 1 et 3, West Bridgewater, Whitman.

Dans le Comté de Suffolk :
- Boston, Quartier 3, Districts 5 et 6 ; Quartier 5, Districts 3–5, 11 ; Quartier 6 ; Quartier 7, Districts 1 à 9 ; Quartier 13, Districts 3, 7–10 ; Quartier 15, Quartier 6 ; Quartier 16, Districts 2, 4–12 ; Quartier 17, Districts 4, 13, 14 ; Quartier 18, Districts 9–12, 16–20, 22, 23 ; Quartier 19, Districts 2, 7, 10–13 ; Quartier 20.

## Liste des Représentants du district
| Membre                          | Parti                       | Années                              | Congrès     | Histoire électorale | Zone géographique                  |
| ------------------------------- | --------------------------- | ----------------------------------- | ----------- | --- | ---------------------------------- |
| District établit le 4 mars 1795 |                             |                                     |             | |                                    |
| Joseph B. Varnum (en)           | Républicain-Démocrate       | 4 mars 1795 - 3 mars 1803           | 4e - 7e     | Élu en 1795. Réélu en 1796. Réélu en 1798. Réélu en 1800. Redécoupage vers le 4e district. | 1795 – 1803 2e District Central    |
| Phanuel Bishop (en)             | Républicain-Démocrate       | 4 mars 1803 - 3 mars 1807           | 8e , 9e     | Redécoupage depuis le 7e district et réélu en 1802. Réélu en 1804. Retrait. | 1803 – 1815 District de Bristol    |
| Josiah Dean (en)                | Républicain-Démocrate       | 4 mars 1807 - 3 mars 1809           | 10e         | Élu en 1806. perd sa réélection. | 1803 – 1815 District de Bristol    |
| Laban Wheaton (en)              | Fédéraliste                 | 4 mars 1809 - 3 mars 1815           | 11e - 13e   | Élu en 1808. Réélu en 1810. Réélu en 1812. Redécoupage depuis le 10e district. | 1803 – 1815 District de Bristol    |
| John Reed Jr. (en)              | Fédéraliste                 | 4 mars 1815 - 3 mars 1817           | 14e         | Redécoupage depuis le 8e district et réélu en 1814. Réélu en 1814. perd sa réélection. | 1815 – 1823 District de Barnstable |
| Walter Folger Jr. (en)          | Républicain-Démocrate       | 4 mars 1817 - 3 mars 1821           | 15e , 16e   | Élu en 1817 sur un troisième bulletin. perd sa réélection. | 1815 – 1823 District de Barnstable |
| John Reed Jr. (en)              | Fédéraliste                 | 4 mars 1821 - 3 mars 1823           | 17e         | Élu en 1820. Redécoupage vers le 13e district. | 1815 – 1823 District de Barnstable |
| Henry W. Dwight                 | Fédéraliste                 | 4 mars 1823 - 3 mars 1825           | 18e - 21e   | Redécoupage depuis le 7e district et réélu en 1822. Réélu en 1824. Réélu en 1827 sur un second bulletin. Réélu en 1828. | 1823 – 1833 District de Berkshire  |
| Henry W. Dwight                 | Anti-Jacksonien             | 4 mars 1825 - 3 mars 1831           | 18e - 21e   | Redécoupage depuis le 7e district et réélu en 1822. Réélu en 1824. Réélu en 1827 sur un second bulletin. Réélu en 1828. | 1823 – 1833 District de Berkshire  |
| George N. Briggs                | Anti-Jacksonien             | 4 mars 1831 - 3 mars 1833           | 22e         | Élu en 1830. Redécoupage vers le 7e district. | 1823 – 1833 District de Berkshire  |
| William Jackson (en)            | Anti-maçonnique             | 4 mars 1833 - 3 mars 1837           | 23e , 24e   | Élu en 1833. Réélu en 1834. Retrait. | 1833–1843                          |
| William S. Hastings (en)        | Whig                        | 4 mars 1837 - 17 juin 1842          | 25e - 27e   | Élu en 1836. Réélu en 1838. Réélu en 1840. Décès. | 1833–1843                          |
| Vacant                          | Vacant                      | 17 juillet 1842 - 3 mars 1843       | 27e         | | 1833–1843                          |
| Henry Williams (en)             | Démocrate                   | 4 mars 1843 - 3 mars 1845           | 28e         | Élu en 1842. Retrait. | 1843–1853                          |
| Artemas Hale (en)               | Whig                        | 4 mars 1845 - 3 mars 1849           | 29e , 30e   | Élu en 1844. Réélu en 1846. Retrait. | 1843–1853                          |
| Orin Fowler (en)                | Whig                        | 4 mars 1849 - 3 septembre 1852      | 31e , 32e   | Élu en 1848. Réélu en 1850. Décès. | 1843–1853                          |
| Vacant                          | Vacant                      | 3 septembre 1852 - 13 décembre 1852 | 32e         | | 1843–1853                          |
| Edward P. Little (en)           | Démocrate                   | 13 décembre 1852 - 3 mars 1853      | 32e         | Élu pour terminer le mandat de Fowler. Retrait. | 1843–1853                          |
| Alexander Dewitt (en)           | Parti du sol libre          | 4 mars 1853 - 3 mars 1855           | 33e, 34e    | Élu en 1852. Réélu en 1854. perd sa réélection. | 1853–1863                          |
| Alexander Dewitt (en)           | Know Nothing                | 4 mars 1855 - 3 mars 1857           | 33e, 34e    | Élu en 1852. Réélu en 1854. perd sa réélection. | 1853–1863                          |
| Eli Thayer                      | Républicain                 | 4 mars 1857 - 3 mars 1861           | 35e, 36e    | Élu en 1856. Réélu en 1858. | 1853–1863                          |
| Goldmisth Bailey (en)           | Républicain                 | 4 mars 1861 - 8 mai 1862            | 37e         | Élu en 1860. Décès. | 1853–1863                          |
| Vacant                          | Vacant                      | 8 mai 1862 - 1er décembre 1862      | 37e         | | 1853–1863                          |
| Amasa Walker (en)               | Républicain                 | 1er décembre 1862 - 3 mars 1863     | 37e         | Élu pour terminer le mandat de Bailey. | 1853–1863                          |
| William B. Washburn             | Républicain                 | 4 mars 1863 - 5 décembre 1871       | 38e - 42e   | Élu en 1862. Réélu en 1864. Réélu en 1866. Réélu en 1868. Réélu en 1870. Démissionne pour devenir Gouverneur du Massachusetts. | 1863–1873                          |
| Vacant                          | Vacant                      | 5 décembre 1871 - 2 janvier 1872    | 42e         | | 1863–1873                          |
| Alvah Crocker                   | Républicain                 | 2 janvier 1872 - 3 mars 1873        | 42e         | Élu pour terminer le mandat de Washburn. Redécoupage vers le 10e district. | 1863–1873                          |
| George Frisbie Hoar (en)        | Républicain                 | 4 mars 1873 - 3 mars 1877           | 43e , 44e   | Redécoupage depuis le 8e district et réélu en 1872. Réélu en 1874. | 1873–1883                          |
| William W. Rice (en)            | Républicain                 | 4 mars 1877 - 3 mars 1883           | 45e - 47e   | Élu en 1876. Réélu en 1878. Réélu en 1880. | 1873–1883                          |
| Theodore Lyman III (en)         | Independent Republican (en) | 4 mars 1883 - 3 mars 1885           | 48e         | Élu en 1882. | 1883–1893                          |
| Frederick D. Ely (en)           | Républicain                 | 4 mars 1885 - 3 mars 1887           | 49e         | Élu en 1884. | 1883–1893                          |
| Edward Burnett (en)             | Démocrate                   | 4 mars 1887 - 3 mars 1889           | 50e         | Élu en 1886. | 1883–1893                          |
| John W. Candler (en)            | Républicain                 | 4 mars 1889 - 3 mars 1891           | 51e         | Élu en 1888. | 1883–1893                          |
| George F. Williams (en)         | Démocrate                   | 4 mars 1891 - 3 mars 1893           | 52e         | Élu en 1890. | 1883–1893                          |
| Joseph H. O'Neil (en)           | Démocrate                   | 4 mars 1893 - 3 mars 1895           | 53e         | Élu en 1892. perd sa renomination. | 1893–1903                          |
| John F. Fitzgerald              | Démocrate                   | 4 mars 1895 - 3 mars 1901           | 54e - 56e   | Élu en 1894. Réélu en 1896. Réélu en 1898. | 1893–1903                          |
| Joseph A. Conry (en)            | Démocrate                   | 4 mars 1901 - 3 mars 1903           | 57e         | Élu en 1900. | 1893–1903                          |
| John A. Keliher (en)            | Démocrate                   | 4 mars 1903 - 3 mars 1911           | 58e - 61e   | Élu en 1902. Réélu en 1904. Réélu en 1906. Réélu en 1908. | 1903–1913                          |
| William F. Murray (en)          | Démocrate                   | 4 mars 1911 - 3 mars 1913           | 62e         | Élu en 1910. | 1903–1913                          |
| Ernest W. Roberts (en)          | Républicain                 | 3 mars 1913 - 3 mars 1917           | 63e , 64e   | Élu en 1912. Réélu en 1914. | 1913–1933                          |
| Alvan T. Fuller                 | Républicain                 | 4 mars 1917 - 5 janvier 1921        | 65e , 66e   | Élu en 1916. Réélu en 1918. Démissionne après avoir été élu Lieutenant-Gouverneur. | 1913–1933                          |
| Vacant                          | Vacant                      | 5 janvier 1921 - 3 mars 1921        | 66e         | | 1913–1933                          |
| Charles L. Underhill (en)       | Républicain                 | 4 mars 1921 - 3 mars 1933           | 67e - 72e   | Élu en 1920. Réélu en 1922. Réélu en 1924. Réélu en 1926. Réélu en 1928. Réélu en 1930. Retrait. | 1913–1933                          |
| Robert Luce (en)                | Républicain                 | 4 mars 1933 - 3 janvier 1935        | 73e         | Élu en 1932. | 1933–1943                          |
| Richard M. Russell (en)         | Démocrate                   | 3 janvier 1935 - 3 janvier 1937     | 74e         | Élu en 1934. | 1933–1943                          |
| Robert Luce (en)                | Républicain                 | 3 janvier 1937 - 3 janvier 1941     | 75e , 76e   | Élu en 1936. Réélu en 1938. | 1933–1943                          |
| Thomas H. Eliot (en)            | Démocrate                   | 3 janvier 1941 - 3 janvier 1943     | 77e         | Élu en 1940. perd sa renomination. | 1933–1943                          |
| Charles L. Gifford (en)         | Républicain                 | 3 janvier 1943 - 23 août 1947       | 78e - 80e   | Élu en 1942. Réélu en 1944. Réélu en 1946. Décès. | 1943–1953                          |
| Vacant                          | Vacant                      | 23 août 1947 - 18 novembre 1947     | 80e         | | 1943–1953                          |
| Donald W. Nicholson (en)        | Républicain                 | 18 novembre 1947 - 3 janvier 1959   | 80e - 85e   | Élu pour terminer le mandat de Gifford. Réélu en 1948. Réélu en 1950. Réélu en 1952. Réélu en 1954. Réélu en 1956. | 1943–1953                          |
| Donald W. Nicholson (en)        | Républicain                 | 18 novembre 1947 - 3 janvier 1959   | 80e - 85e   | Élu pour terminer le mandat de Gifford. Réélu en 1948. Réélu en 1950. Réélu en 1952. Réélu en 1954. Réélu en 1956. | 1953–1963                          |
| Hastings Keith (en)             | Républicain                 | 3 janvier 1959 - 3 janvier 1963     | 86e , 87e   | Élu en 1958. Réélu en 1960. Redécoupage vers le 12e district. |                                    |
| John William McCormack          | Démocrate                   | 3 janvier 1963 - 3 janvier 1971     | 88e - 91e   | Redécoupage depuis le 12e district et réélu en 1962. Réélu en 1964. Réélu en 1966. Réélu en 1968. Retrait. | 1963–1973                          |
| Louise Day Hicks (en)           | Démocrate                   | 3 janvier 1971 - 3 janvier 1973     | 92e         | Élue en 1970. perd sa réélection. | 1963–1973                          |
| Joe Moakley (en)                | Démocrate                   | 3 janvier 1973 - 28 mai 2001        | 93e - 107e  | Élu en tant qu'Indépendant, mais devient Démocrate au début de son mandat. Réélu en 1974. Réélu en 1976. Réélu en 1978. Réélu en 1980. Réélu en 1982. Réélu en 1984. Réélu en 1986. Réélu en 1988. Réélu en 1990. Réélu en 1992. Réélu en 1994. Réélu en 1996. Réélu en 1998. Réélu en 2000. Annonce son retrait, mais décède. | 1973–1983                          |
| Joe Moakley (en)                | Démocrate                   | 3 janvier 1973 - 28 mai 2001        | 93e - 107e  | Élu en tant qu'Indépendant, mais devient Démocrate au début de son mandat. Réélu en 1974. Réélu en 1976. Réélu en 1978. Réélu en 1980. Réélu en 1982. Réélu en 1984. Réélu en 1986. Réélu en 1988. Réélu en 1990. Réélu en 1992. Réélu en 1994. Réélu en 1996. Réélu en 1998. Réélu en 2000. Annonce son retrait, mais décède. | 1983–1993                          |
| Joe Moakley (en)                | Démocrate                   | 3 janvier 1973 - 28 mai 2001        | 93e - 107e  | Élu en tant qu'Indépendant, mais devient Démocrate au début de son mandat. Réélu en 1974. Réélu en 1976. Réélu en 1978. Réélu en 1980. Réélu en 1982. Réélu en 1984. Réélu en 1986. Réélu en 1988. Réélu en 1990. Réélu en 1992. Réélu en 1994. Réélu en 1996. Réélu en 1998. Réélu en 2000. Annonce son retrait, mais décède. | 1993–2003                          |
| Vacant                          | Vacant                      | 28 mai 2001 - 15 octobre 2001       | 107e        | |                                    |
| Stephen F. Lynch                | Démocrate                   | 16 octobre 2001 - 3 janvier 2013    | 107e - 112e | Élu pour terminer le mandat de Moakley. Réélu en 2002. Réélu en 2004. Réélu en 2006. Réélu en 2008. Réélu en 2010. Redécoupage vers le 8e district. |                                    |
| Stephen F. Lynch                | Démocrate                   | 16 octobre 2001 - 3 janvier 2013    | 107e - 112e | Élu pour terminer le mandat de Moakley. Réélu en 2002. Réélu en 2004. Réélu en 2006. Réélu en 2008. Réélu en 2010. Redécoupage vers le 8e district. | 2003–2013                          |
| Bill Keating                    | Démocrate                   | 3 janvier 2013 - en cours           | 113e - 119e | Redécoupage depuis le 10e district et réélu en 2012. Réélu en 2014. Réélu en 2016. Réélu en 2018. Réélu en 2020. Réélu en 2022. Réélu en 2024. | 2013–2023                          |
| Bill Keating                    | Démocrate                   | 3 janvier 2013 - en cours           | 113e - 119e | Redécoupage depuis le 10e district et réélu en 2012. Réélu en 2014. Réélu en 2016. Réélu en 2018. Réélu en 2020. Réélu en 2022. Réélu en 2024. | 2023–Présent                       |

## Résultats des récentes élections
Voici les résultats des dix précédents cycles électoraux dans le district.

### 2004
| Élection de 2004 du 9e district congressionnel du Massachusetts | Élection de 2004 du 9e district congressionnel du Massachusetts | Élection de 2004 du 9e district congressionnel du Massachusetts | Élection de 2004 du 9e district congressionnel du Massachusetts | Élection de 2004 du 9e district congressionnel du Massachusetts |
| --------------------------------------------------------------- | --------------------------------------------------------------- | --------------------------------------------------------------- | --------------------------------------------------------------- | --------------------------------------------------------------- |
| Parti                                                           | Parti                                                           | Candidat                                                        | Votes                                                           | %                                                               |
|                                                                 | Démocrate                                                       | Stephen Lynch (sortant)                                         | 218 167                                                         | 99,0                                                            |
|                                                                 | Write-In                                                        | Write-In                                                        | 2 145                                                           | 1,0                                                             |
|                                                                 | Votes Blancs                                                    | Votes Blancs                                                    | 77 514                                                          |                                                                 |
| Total des votes                                                 | Total des votes                                                 | Total des votes                                                 | 297 826                                                         | 100 %                                                           |
|                                                                 | Les Démocrates conservent                                       |                                                                 |                                                                 |                                                                 |

### 2006
| Élection de 2006 du 9e district congressionnel du Massachusetts | Élection de 2006 du 9e district congressionnel du Massachusetts | Élection de 2006 du 9e district congressionnel du Massachusetts | Élection de 2006 du 9e district congressionnel du Massachusetts | Élection de 2006 du 9e district congressionnel du Massachusetts |
| --------------------------------------------------------------- | --------------------------------------------------------------- | --------------------------------------------------------------- | --------------------------------------------------------------- | --------------------------------------------------------------- |
| Parti                                                           | Parti                                                           | Candidat                                                        | Votes                                                           | %                                                               |
|                                                                 | Démocrate                                                       | Stephen Lynch (sortant)                                         | 169 420                                                         | 78,1                                                            |
|                                                                 | Républicain                                                     | Jack E. Robinson III                                            | 47 114                                                          | 21,7                                                            |
|                                                                 | Write-In                                                        | Write-In                                                        | 502                                                             | 0,2                                                             |
|                                                                 | Votes Blancs                                                    | Votes Blancs                                                    | 17 469                                                          |                                                                 |
| Total des votes                                                 | Total des votes                                                 | Total des votes                                                 | 234 505                                                         | 100 %                                                           |
|                                                                 | Les Démocrates conservent                                       |                                                                 |                                                                 |                                                                 |

### 2008
| Élection de 2008 du 9e district congressionnel du Massachusetts | Élection de 2008 du 9e district congressionnel du Massachusetts | Élection de 2008 du 9e district congressionnel du Massachusetts | Élection de 2008 du 9e district congressionnel du Massachusetts | Élection de 2008 du 9e district congressionnel du Massachusetts |
| --------------------------------------------------------------- | --------------------------------------------------------------- | --------------------------------------------------------------- | --------------------------------------------------------------- | --------------------------------------------------------------- |
| Parti                                                           | Parti                                                           | Candidat                                                        | Votes                                                           | %                                                               |
|                                                                 | Démocrate                                                       | Stephen Lynch (sortant)                                         | 242 166                                                         | 98,7                                                            |
|                                                                 | Write-In                                                        | Write-In                                                        | 3 128                                                           | 1,3                                                             |
|                                                                 | Votes Blancs                                                    | Votes Blancs                                                    | 72 126                                                          |                                                                 |
| Total des votes                                                 | Total des votes                                                 | Total des votes                                                 | 317 420                                                         | 100 %                                                           |
|                                                                 | Les Démocrates conservent                                       |                                                                 |                                                                 |                                                                 |

### 2010
| Élection de 2010 du 9e district congressionnel du Massachusetts | Élection de 2010 du 9e district congressionnel du Massachusetts | Élection de 2010 du 9e district congressionnel du Massachusetts | Élection de 2010 du 9e district congressionnel du Massachusetts | Élection de 2010 du 9e district congressionnel du Massachusetts |
| --------------------------------------------------------------- | --------------------------------------------------------------- | --------------------------------------------------------------- | --------------------------------------------------------------- | --------------------------------------------------------------- |
| Parti                                                           | Parti                                                           | Candidat                                                        | Votes                                                           | %                                                               |
|                                                                 | Démocrate                                                       | Stephen Lynch (sortant)                                         | 157 071                                                         | 68,3                                                            |
|                                                                 | Républicain                                                     | Vernon M. Harrison                                              | 59 965                                                          | 26,1                                                            |
|                                                                 | Indépendant                                                     | Philip Dunkelbarger                                             | 12 572                                                          | 5,5                                                             |
|                                                                 | Write-In                                                        | Write-In                                                        | 356                                                             | 0,2                                                             |
|                                                                 | Votes Blancs                                                    | Votes Blancs                                                    | 13 097                                                          |                                                                 |
| Total des votes                                                 | Total des votes                                                 | Total des votes                                                 | 243 061                                                         | 100 %                                                           |
|                                                                 | Les Démocrates conservent                                       |                                                                 |                                                                 |                                                                 |

### 2012
| Élection de 2012 du 9e district congressionnel du Massachusetts | Élection de 2012 du 9e district congressionnel du Massachusetts | Élection de 2012 du 9e district congressionnel du Massachusetts | Élection de 2012 du 9e district congressionnel du Massachusetts | Élection de 2012 du 9e district congressionnel du Massachusetts |
| --------------------------------------------------------------- | --------------------------------------------------------------- | --------------------------------------------------------------- | --------------------------------------------------------------- | --------------------------------------------------------------- |
| Parti                                                           | Parti                                                           | Candidat                                                        | Votes                                                           | %                                                               |
|                                                                 | Démocrate                                                       | Bill Keating (sortant)                                          | 212 754                                                         | 58,7                                                            |
|                                                                 | Républicain                                                     | Christopher Sheldon                                             | 116 531                                                         | 32,2                                                            |
|                                                                 | Indépendant                                                     | Daniel Botelho                                                  | 32 655                                                          | 9,0                                                             |
|                                                                 | Write-In                                                        | Write-In                                                        | 465                                                             | 0,1                                                             |
| Total des votes                                                 | Total des votes                                                 | Total des votes                                                 | 359 060                                                         | 100 %                                                           |
|                                                                 | Les Démocrates conservent                                       |                                                                 |                                                                 |                                                                 |

### 2014
| Élection de 2014 du 9e district congressionnel du Massachusetts | Élection de 2014 du 9e district congressionnel du Massachusetts | Élection de 2014 du 9e district congressionnel du Massachusetts | Élection de 2014 du 9e district congressionnel du Massachusetts | Élection de 2014 du 9e district congressionnel du Massachusetts |
| --------------------------------------------------------------- | --------------------------------------------------------------- | --------------------------------------------------------------- | --------------------------------------------------------------- | --------------------------------------------------------------- |
| Parti                                                           | Parti                                                           | Candidat                                                        | Votes                                                           | %                                                               |
|                                                                 | Démocrate                                                       | Bill Keating (sortant)                                          | 140 413                                                         | 54,9                                                            |
|                                                                 | Républicain                                                     | John Chapman                                                    | 114 971                                                         | 45,0                                                            |
|                                                                 | Write-In                                                        | Write-In                                                        | 157                                                             | 0,1                                                             |
| Total des votes                                                 | Total des votes                                                 | Total des votes                                                 | 255 541                                                         | 100 %                                                           |
|                                                                 | Les Démocrates conservent                                       |                                                                 |                                                                 |                                                                 |

### 2016
| Élection de 2016 du 9e district congressionnel du Massachusetts | Élection de 2016 du 9e district congressionnel du Massachusetts | Élection de 2016 du 9e district congressionnel du Massachusetts | Élection de 2016 du 9e district congressionnel du Massachusetts | Élection de 2016 du 9e district congressionnel du Massachusetts |
| --------------------------------------------------------------- | --------------------------------------------------------------- | --------------------------------------------------------------- | --------------------------------------------------------------- | --------------------------------------------------------------- |
| Parti                                                           | Parti                                                           | Candidat                                                        | Votes                                                           | %                                                               |
|                                                                 | Démocrate                                                       | Bill Keating (sortant)                                          | 211 790                                                         | 55,8                                                            |
|                                                                 | Républicain                                                     | Mark C. Alliegro                                                | 127 803                                                         | 33,6                                                            |
|                                                                 | Indépendant                                                     | Paul J. Harrington                                              | 26 233                                                          | 6,9                                                             |
|                                                                 | Indépendant                                                     | Christopher D. Cataldo                                          | 8 338                                                           | 2,2                                                             |
|                                                                 | Indépendant                                                     | Anna Grace Raduc                                                | 5 320                                                           | 1,4                                                             |
|                                                                 | Write-In                                                        | Write-In                                                        | 411                                                             | 0,1                                                             |
| Total des votes                                                 | Total des votes                                                 | Total des votes                                                 | 379 895                                                         | 100 %                                                           |
|                                                                 | Les Démocrates conservent                                       |                                                                 |                                                                 |                                                                 |

### 2018
| Élection de 2018 du 9e district congressionnel du Massachusetts | Élection de 2018 du 9e district congressionnel du Massachusetts | Élection de 2018 du 9e district congressionnel du Massachusetts | Élection de 2018 du 9e district congressionnel du Massachusetts | Élection de 2018 du 9e district congressionnel du Massachusetts |
| --------------------------------------------------------------- | --------------------------------------------------------------- | --------------------------------------------------------------- | --------------------------------------------------------------- | --------------------------------------------------------------- |
| Parti                                                           | Parti                                                           | Candidat                                                        | Votes                                                           | %                                                               |
|                                                                 | Démocrate                                                       | Bill Keating (sortant)                                          | 192 347                                                         | 59,4                                                            |
|                                                                 | Républicain                                                     | Peter Tedeschi                                                  | 131 463                                                         | 40,6                                                            |
|                                                                 | Write-In                                                        | Write-In                                                        | 118                                                             | 0,0                                                             |
| Total des votes                                                 | Total des votes                                                 | Total des votes                                                 | 323 928                                                         | 100 %                                                           |
|                                                                 | Les Démocrates conservent                                       |                                                                 |                                                                 |                                                                 |

### 2020
| Élection de 2020 du 9e district congressionnel du Massachusetts | Élection de 2020 du 9e district congressionnel du Massachusetts | Élection de 2020 du 9e district congressionnel du Massachusetts | Élection de 2020 du 9e district congressionnel du Massachusetts | Élection de 2020 du 9e district congressionnel du Massachusetts |
| --------------------------------------------------------------- | --------------------------------------------------------------- | --------------------------------------------------------------- | --------------------------------------------------------------- | --------------------------------------------------------------- |
| Parti                                                           | Parti                                                           | Candidat                                                        | Votes                                                           | %                                                               |
|                                                                 | Démocrate                                                       | Bill Keating (sortant)                                          | 260 262                                                         | 61,3                                                            |
|                                                                 | Républicain                                                     | Helen Brady                                                     | 154 261                                                         | 36,3                                                            |
|                                                                 | Indépendant                                                     | Michael Manley                                                  | 9 717                                                           | 2,3                                                             |
|                                                                 | Write-In                                                        | Write-In                                                        | 361                                                             | 0,1                                                             |
| Total des votes                                                 | Total des votes                                                 | Total des votes                                                 | 424 601                                                         | 100 %                                                           |
|                                                                 | Les Démocrates conservent                                       |                                                                 |                                                                 |                                                                 |

### 2022
| Primaire Démocrate de 2022 du 9e district congressionnel du Massachusetts | Primaire Démocrate de 2022 du 9e district congressionnel du Massachusetts | Primaire Démocrate de 2022 du 9e district congressionnel du Massachusetts | Primaire Démocrate de 2022 du 9e district congressionnel du Massachusetts | Primaire Démocrate de 2022 du 9e district congressionnel du Massachusetts |
| ------------------------------------------------------------------------- | ------------------------------------------------------------------------- | ------------------------------------------------------------------------- | ------------------------------------------------------------------------- | ------------------------------------------------------------------------- |
| Parti                                                                     | Parti                                                                     | Candidat                                                                  | Votes                                                                     | %                                                                         |
|                                                                           | Démocrate                                                                 | Bill Keating (sortant)                                                    | 81 530                                                                    | 99,7                                                                      |
|                                                                           | Write-In                                                                  | Write-In                                                                  | 228                                                                       | 0,3                                                                       |

| Primaire Républicaine de 2022 du 9e district congressionnel du Massachusetts | Primaire Républicaine de 2022 du 9e district congressionnel du Massachusetts | Primaire Républicaine de 2022 du 9e district congressionnel du Massachusetts | Primaire Républicaine de 2022 du 9e district congressionnel du Massachusetts | Primaire Républicaine de 2022 du 9e district congressionnel du Massachusetts |
| ---------------------------------------------------------------------------- | ---------------------------------------------------------------------------- | ---------------------------------------------------------------------------- | ---------------------------------------------------------------------------- | ---------------------------------------------------------------------------- |
| Parti                                                                        | Parti                                                                        | Candidat                                                                     | Votes                                                                        | %                                                                            |
|                                                                              | Républicain                                                                  | Jesse Brown                                                                  | 24 384                                                                       | 51,3                                                                         |
|                                                                              | Républicain                                                                  | Dan Sullivan                                                                 | 23 002                                                                       | 48,4                                                                         |
|                                                                              | Write-In                                                                     | Write-In                                                                     | 113                                                                          | 0,2                                                                          |

| Élection de 2022 du 9e district congressionnel du Massachusetts | Élection de 2022 du 9e district congressionnel du Massachusetts | Élection de 2022 du 9e district congressionnel du Massachusetts | Élection de 2022 du 9e district congressionnel du Massachusetts | Élection de 2022 du 9e district congressionnel du Massachusetts |
| --------------------------------------------------------------- | --------------------------------------------------------------- | --------------------------------------------------------------- | --------------------------------------------------------------- | --------------------------------------------------------------- |
| Parti                                                           | Parti                                                           | Candidat                                                        | Votes                                                           | %                                                               |
|                                                                 | Démocrate                                                       | Bill Keating (sortant)                                          | 197 823                                                         | 59,2                                                            |
|                                                                 | Républicain                                                     | Jesse Brown                                                     | 136 347                                                         | 40,8                                                            |
|                                                                 | Write-In                                                        | Write-In                                                        | 150                                                             | 0,0                                                             |
| Total des votes                                                 | Total des votes                                                 | Total des votes                                                 | 334 320                                                         | 100 %                                                           |
|                                                                 | Les Démocrates conservent                                       |                                                                 |                                                                 |                                                                 |

### 2024
| Primaire Démocrate de 2024 du 9e district congressionnel du Massachusetts | Primaire Démocrate de 2024 du 9e district congressionnel du Massachusetts | Primaire Démocrate de 2024 du 9e district congressionnel du Massachusetts | Primaire Démocrate de 2024 du 9e district congressionnel du Massachusetts | Primaire Démocrate de 2024 du 9e district congressionnel du Massachusetts |
| ------------------------------------------------------------------------- | ------------------------------------------------------------------------- | ------------------------------------------------------------------------- | ------------------------------------------------------------------------- | ------------------------------------------------------------------------- |
| Parti                                                                     | Parti                                                                     | Candidat                                                                  | Votes                                                                     | %                                                                         |
|                                                                           | Démocrate                                                                 | Bill Keating (sortant)                                                    | 71 814                                                                    | 99,6                                                                      |
|                                                                           | Write-In                                                                  | Write-In                                                                  | 275                                                                       | 0,4                                                                       |

| Primaire Républicaine de 2024 du 9e district congressionnel du Massachusetts | Primaire Républicaine de 2024 du 9e district congressionnel du Massachusetts | Primaire Républicaine de 2024 du 9e district congressionnel du Massachusetts | Primaire Républicaine de 2024 du 9e district congressionnel du Massachusetts | Primaire Républicaine de 2024 du 9e district congressionnel du Massachusetts |
| ---------------------------------------------------------------------------- | ---------------------------------------------------------------------------- | ---------------------------------------------------------------------------- | ---------------------------------------------------------------------------- | ---------------------------------------------------------------------------- |
| Parti                                                                        | Parti                                                                        | Candidat                                                                     | Votes                                                                        | %                                                                            |
|                                                                              | Républicain                                                                  | Dan Sullivan                                                                 | 36 888                                                                       | 98,5                                                                         |
|                                                                              | Write-In                                                                     | Write-In                                                                     | 549                                                                          | 1,5                                                                          |

| Élection de 2024 du 9e district congressionnel du Massachusetts | Élection de 2024 du 9e district congressionnel du Massachusetts | Élection de 2024 du 9e district congressionnel du Massachusetts | Élection de 2024 du 9e district congressionnel du Massachusetts | Élection de 2024 du 9e district congressionnel du Massachusetts |
| --------------------------------------------------------------- | --------------------------------------------------------------- | --------------------------------------------------------------- | --------------------------------------------------------------- | --------------------------------------------------------------- |
| Parti                                                           | Parti                                                           | Candidat                                                        | Votes                                                           | %                                                               |
|                                                                 | Démocrate                                                       | Bill Keating (sortant)                                          | 251 931                                                         | 56,4                                                            |
|                                                                 | Républicain                                                     | Dan Sullivan                                                    | 193 822                                                         | 43,4                                                            |
|                                                                 | Write-In                                                        | Write-In                                                        | 642                                                             | 0,1                                                             |
| Total des votes                                                 | Total des votes                                                 | Total des votes                                                 | 446 395                                                         | 100 %                                                           |
|                                                                 | Les Démocrates conservent                                       |                                                                 |                                                                 |                                                                 |

### Cartes
- Map of Massachusetts's 9th Congressional District, via Massachusetts Secretary of the Commonwealth

### Résultats d'élections
- CNN.com 2004 election results
- CNN.com 2006 election results

## Pour aller plus loin
- Matt Stout (November 8, 2021), "On South Coast, the state's redistricting plan tugs at the region's political soul", Boston Globe, archived from the original on November 9, 2021